# Ezequiel Carboni
Ezequiel Alejo Carboni (ur. 4 kwietnia 1979 w Buenos Aires) – argentyński piłkarz występujący na pozycji pomocnika. Posiada także obywatelstwo włoskie.

## Kariera piłkarska
Ezequiel Carboni jest wychowankiem argentyńskiej drużyny Lanús. W jej barwach grał przez 7 sezonów w lidze argentyńskiej. W tym czasie strzelił 2 gole w 189 meczach.
W 2005 podpisał trzyletni kontrakt z austriackim Red Bull Salzburg. Przez cały okres gry w tym klubie był podstawowym zawodnikiem, a w lidze austriackiej rozegrał blisko 100 meczów i strzelił 5 bramek. Zdobył także tytuł mistrzowski w sezonie 2006/2007.
W czerwcu 2008 przeszedł do włoskiej Catanii. W Serie A zadebiutował 21 września 2008, przeciwko Atalancie.

## Sukcesy

### Red Bull Salzburg
- Zwycięstwo
  - Bundesliga austriacka: 2006/2007